# Kanton Tuchan
Der Kanton Tuchan war bis 2015 ein französischer Wahlkreis im Département Aude in der Region Languedoc-Roussillon. Er umfasste acht Gemeinden im Arrondissement Narbonne; sein Hauptort (frz.: chef-lieu) war Tuchan. Die landesweiten Änderungen in der Zusammensetzung der Kantone brachten im März 2015 seine Auflösung.
Der Kanton war 198,66 km2 groß und hatte 1891 Einwohner (Stand 2012).

## Gemeinden
| Gemeinde                  | Einwohner (Stand: 2022) | Code postal | Code Insee |
| ------------------------- | ----------------------- | ----------- | ---------- |
| Cucugnan                  | 121                     | 11350       | 11113      |
| Duilhac-sous-Peyrepertuse | 145                     | 11350       | 11123      |
| Maisons                   | 52                      | 11330       | 11213      |
| Montgaillard              | 37                      | 11330       | 11245      |
| Padern                    | 142                     | 11350       | 11270      |
| Paziols                   | 528                     | 11350       | 11276      |
| Rouffiac-des-Corbières    | 71                      | 11350       | 11326      |
| Tuchan                    | 790                     | 11350       | 11401      |

## Bevölkerungsentwicklung
| 1962 | 1968 | 1975 | 1982 | 1990 | 1999 | 2006 | 2012 |
| ---- | ---- | ---- | ---- | ---- | ---- | ---- | ---- |
| 1893 | 2342 | 2044 | 2000 | 1916 | 1862 | 1896 | 1891 |